# Verlengde Hoofdweg 3 (Nieuw-Beerta)

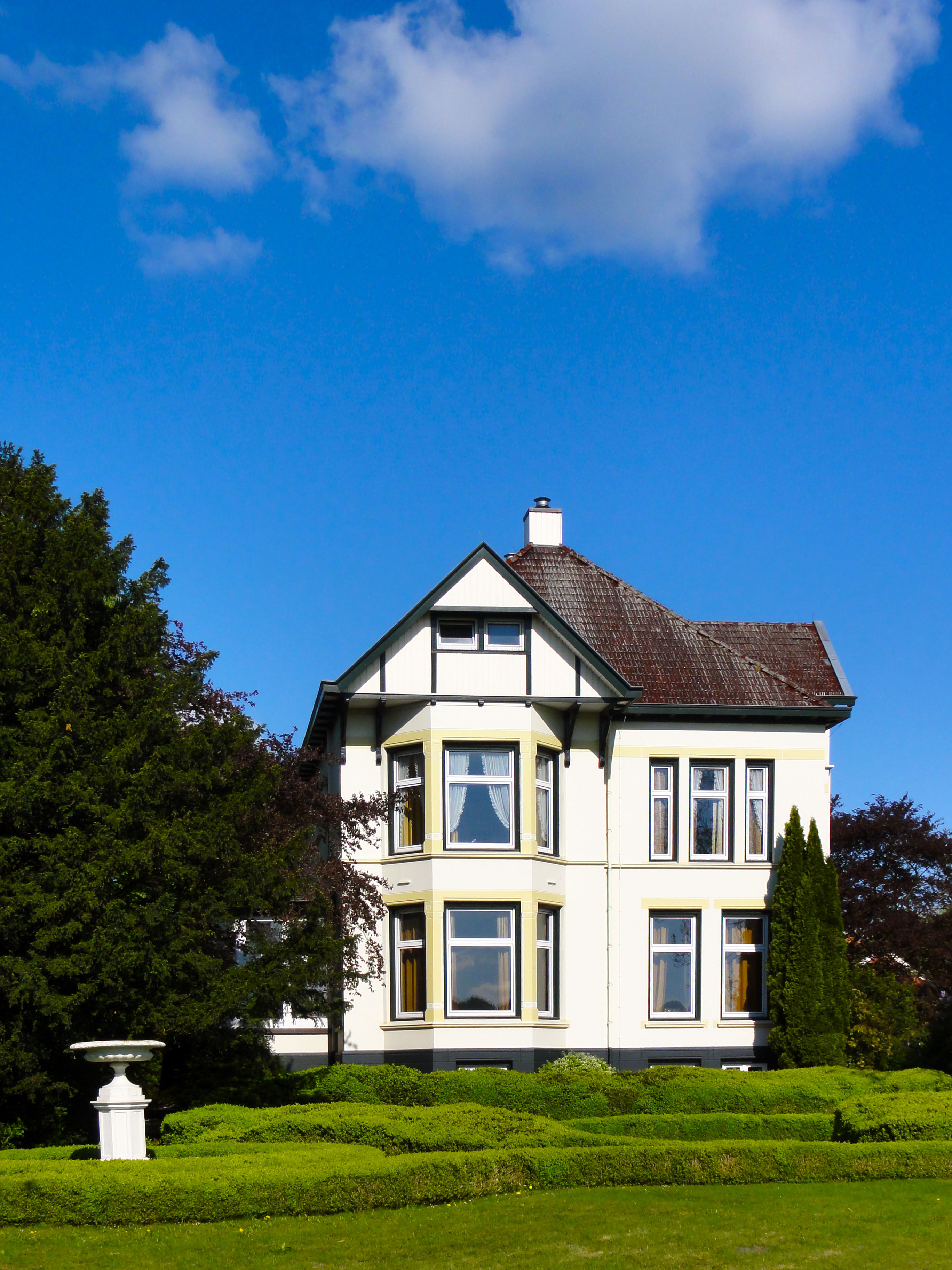
De villa aan de Verlengde Hoofdweg 3 te Nieuw-Beerta anno 2011

De villa aan de Verlengde Hoofdweg 3 in Nieuw-Beerta in de Nederlandse provincie Groningen werd in 1915 gebouwd in opdracht van de landbouwer en politicus F.E.H. Ebels (1878-1951).

## Beschrijving
De villa aan de Verlengde Hoofdweg 3 te Nieuw-Beerta werd gebouwd in een overgangsstijl met gebruikmaking van diverse elementen uit de art nouveau en de chaletstijl. Het gebouw van twee verdiepingen wordt gekenmerkt door het gebruik van gepleisterde gevelbanden en cordonlijsten. In de zuidoostelijke voorgevel is het chaletkarakter terug te vinden in de topgevel, die beschilderd is met een vakwerkmotief. Andere opvallende elementen in de voorgevel zijn de rechthoekige vensterpartijen van verschillende formaten en de beide boven elkaar geplaatste driezijdige erkers op de begane grond en de verdieping. De hoofdentree in de noordoostgevel bevindt zich in een gepleisterd portiek met een natuurstenen stoep met treden. Aan de zuidwestzijde van de villa is een vijfhoekige serre en een vijfhoekige veranda gebouwd. In het interieur van de villa zijn diverse art-nouveaumotieven te vinden.
De villa is erkend als rijksmonument onder meer vanwege de cultuur-historische waarde, de beeldbepalende ligging, als voorbeeld van zowel de toegepaste bouwstijl in deze periode als van de bloei van de landbouw en vanwege de diverse art-nouveaumotieven, die bewaard zijn gebleven.